# Mistrovství Evropy ve fotbale 2024 – skupina C
Skupina C Mistrovství Evropy ve fotbale 2024 začala 16. a skončila 25. června 2024. Tvořily ji Slovinsko, Dánsko, Srbsko a Anglie.

## Týmy
| Výchozí pozice | Tým       | Kvalifikace         | Datum kvalifikace  | Počet účastí | Poslední účast | Nejlepší výsledek     |
| -------------- | --------- | ------------------- | ------------------ | ------------ | -------------- | --------------------- |
| C1             | Slovinsko | druhý tým skupiny H | 20. listopadu 2023 | 2.           | 2000           | skupina (2000)        |
| C2             | Dánsko    | vítěz skupiny H     | 17. listopadu 2023 | 10.          | 2020           | Vítěz (1992)          |
| C3             | Srbsko    | druhý tým skupiny G | 19. listopadu 2023 | 6.           | 2000           | 2. místo (1960, 1968) |
| C4             | Anglie    | vítěz skupiny C     | 17. října 2023     | 11.          | 2020           | 2. místo (2020)       |

## Výsledky
| Vysvětlivky                                                         |
| ------------------------------------------------------------------- |
| Týmy z prvních a druhých míst postupují do osmifinále               |
| Čtyři nejlépe umístěné týmy ze třetích míst postupují do osmifinále |

### Tabulka
| Tým       | Z | V | R | P | VG | IG | +/- | B |
| --------- | - | - | - | - | -- | -- | --- | - |
| Anglie    | 3 | 1 | 2 | 0 | 2  | 1  | +1  | 5 |
| Dánsko    | 3 | 0 | 3 | 0 | 2  | 2  | 0   | 3 |
| Slovinsko | 3 | 0 | 3 | 0 | 2  | 2  | 0   | 3 |
| Srbsko    | 3 | 0 | 2 | 1 | 1  | 2  | -1  | 2 |

1. 1 2  Body disciplíny: Dánsko −6, Slovinsko −7.

## Zápasy

### Slovinsko - Dánsko
| 16. června 2024 18:00 |        |             |                                                                    |
| Slovinsko             | 1 : 1  | Dánsko      | Stuttgart Arena, Stuttgart diváci: 54 000 rozhodčí: Sandro Schärer |
| Janža 77'             | Zpráva | 17' Eriksen | Stuttgart Arena, Stuttgart diváci: 54 000 rozhodčí: Sandro Schärer |

| Slovinsko | Dánsko |

| BR           | 1  | Jan Oblak (c)        |     |       |
| PO           | 2  | Žan Karničnik        |     |       |
| SO           | 21 | Vanja Drkušić        |     |       |
| SO           | 6  | Jaka Bijol           |     |       |
| LO           | 13 | Erik Janža           |     |       |
| PZ           | 20 | Petar Stojanović     | 54' | 67'   |
| SZ           | 22 | Adam Čerin           |     |       |
| SZ           | 10 | Timi Elšnik          |     | 75'   |
| LZ           | 17 | Jan Mlakar           |     | 76'   |
| SÚ           | 9  | Andraž Šporar        |     | 90+5' |
| SÚ           | 11 | Benjamin Šeško       |     | 90+5' |
| Nahrazující: |    |                      |     |       |
| ZÁ           | 7  | Benjamin Verbič      |     | 67'   |
| ZÁ           | 5  | Jon Gorenc Stanković |     | 75'   |
| ÚT           | 19 | Žan Celar            | 85' | 76'   |
| OB           | 23 | David Brekalo        |     | 90+5' |
| ZÁ           | 14 | Jasmin Kurtić        |     | 90+5' |
| Trenér:      |    |                      |     |       |
| Matjaž Kek   |    |                      |     |       |

| BR              | 1  | Kasper Schmeichel (c) |     |     |
| SO              | 2  | Joachim Andersen      |     |     |
| SO              | 6  | Andreas Christensen   |     |     |
| SO              | 3  | Jannik Vestergaard    |     |     |
| PZ              | 18 | Alexander Bah         |     |     |
| SZ              | 21 | Morten Hjulmand       | 50' | 89' |
| SZ              | 23 | Pierre-Emile Højbjerg |     | 83' |
| LZ              | 17 | Victor Kristiansen    |     | 79' |
| OZ              | 10 | Christian Eriksen     |     |     |
| SÚ              | 9  | Rasmus Højlund        |     | 83' |
| SÚ              | 19 | Jonas Wind            |     | 83' |
| Nahrazující:    |    |                       |     |     |
| OB              | 5  | Joakim Mæhle          |     | 79' |
| ÚT              | 20 | Yussuf Poulsen        |     | 83' |
| ÚT              | 12 | Kasper Dolberg        |     | 83' |
| ZÁ              | 15 | Christian Nørgaard    |     | 83' |
| ZÁ              | 8  | Thomas Delaney        |     | 89' |
| Trenér:         |    |                       |     |     |
| Kasper Hjulmand |    |                       |     |     |

| Muž zápasu: Christian Eriksen Asistenti rozhodčího: Stéphane de Almeida Bekim Zogaj Čtvrtý rozhodčí: Donatas Rumšas Náhradní rozhodčí: Aleksandr Radiuš Videorozhodčí: Jérôme Brisard Asistenti videorozhodčího: Willy Delajod Massimiliano Irrati |

### Srbsko - Anglie
| 16. června 2024 21:00 |        |                |                                                                         |
| Srbsko                | 0 : 1  | Anglie         | Arena AufSchalke, Gelsenkirchen diváci: 48 953 rozhodčí: Daniele Orsato |
|                       | Zpráva | 13' Bellingham | Arena AufSchalke, Gelsenkirchen diváci: 48 953 rozhodčí: Daniele Orsato |

| Srbsko | Anglie |

| BR               | 1                | Predrag Rajković        |     |     |
| SO               | 13               | Miloš Veljković         |     |     |
| SO               | 4                | Nikola Milenković       |     |     |
| SO               | 2                | Strahinja Pavlović      |     |     |
| DZ               | 6                | Nemanja Gudelj          |     | 46' |
| SZ               | 20               | Sergej Milinković-Savić |     |     |
| SZ               | 22               | Saša Lukić              |     | 61' |
| PK               | 14               | Andrija Živković        |     | 74' |
| LK               | 11               | Filip Kostić            | 43' | 43' |
| DÚ               | 7                | Dušan Vlahović          |     |     |
| SÚ               | 9                | Aleksandar Mitrović (c) |     | 61' |
| Nahrazující:     |                  |                         |     |     |
| OB               | 25               | Filip Mladenović        |     | 43' |
| ZÁ               | 17               | Ivan Ilić               |     | 46' |
| ZÁ               | 10               | Dušan Tadić             | 75' | 61' |
| ÚT               | 8                | Luka Jović              |     | 61' |
| ZÁ               | 26               | Veljko Birmančević      |     | 74' |
| Trenér:          |                  |                         |     |     |
| Dragan Stojković | Dragan Stojković | Dragan Stojković        | 83' |     |

| BR               | 1  | Jordan Pickford        |  |     |
| PO               | 2  | Kyle Walker            |  |     |
| SO               | 5  | John Stones            |  |     |
| SO               | 6  | Marc Guéhi             |  |     |
| LO               | 12 | Kieran Trippier        |  |     |
| DZ               | 8  | Trent Alexander-Arnold |  | 69' |
| DZ               | 4  | Declan Rice            |  |     |
| PK               | 7  | Bukayo Saka            |  | 76' |
| OZ               | 10 | Jude Bellingham        |  | 86' |
| LK               | 11 | Phil Foden             |  |     |
| SÚ               | 9  | Harry Kane (c)         |  |     |
| Nahrazující:     |    |                        |  |     |
| ZÁ               | 16 | Conor Gallagher        |  | 69' |
| ÚT               | 20 | Jarrod Bowen           |  | 69' |
| ZÁ               | 26 | Kobbie Mainoo          |  | 86' |
| Trenér:          |    |                        |  |     |
| Gareth Southgate |    |                        |  |     |

| Muž zápasu: Jude Bellingham Asistenti rozhodčího: Ciro Carbone Alessandro Giallatini Čtvrtý rozhodčí: Ivan Kružliak Náhradní rozhodčí: Branislav Hancko Videorozhodčí: Massimiliano Irrati Asistenti videorozhodčího: Paolo Valeri Cătălin Popa |

### Slovinsko - Srbsko
| 20. června 2024 15:00 |        |             |                                                                       |
| Slovinsko             | 1 : 1  | Srbsko      | Fußball Arena München, Mnichov diváci: 63 028 rozhodčí: István Kovács |
| Karničnik 69'         | Zpráva | 90+5' Jović | Fußball Arena München, Mnichov diváci: 63 028 rozhodčí: István Kovács |

| Slovinsko | Srbsko |

| BR           | 1  | Jan Oblak (c)        |       |       |
| PO           | 2  | Žan Karničnik        |       |       |
| SO           | 21 | Vanja Drkušić        |       |       |
| SO           | 6  | Jaka Bijol           |       |       |
| LO           | 13 | Erik Janža           | 87'   |       |
| PZ           | 20 | Petar Stojanović     |       | 76'   |
| SZ           | 22 | Adam Gnezda Čerin    |       |       |
| SZ           | 10 | Timi Max Elšnik      |       | 90+1' |
| LZ           | 17 | Jan Mlakar           |       | 64'   |
| SÚ           | 9  | Andraž Šporar        |       |       |
| SÚ           | 11 | Benjamin Šeško       |       | 76'   |
| Nahrazující: |    |                      |       |       |
| ZÁ           | 5  | Jon Gorenc Stanković |       | 64'   |
| ZÁ           | 7  | Benjamin Verbič      |       | 76'   |
| ÚT           | 18 | Žan Vipotnik         | 90+4' | 76'   |
| OB           | 23 | David Brekalo        |       | 90+1' |
| Trenér:      |    |                      |       |       |
| Matjaž Kek   |    |                      |       |       |

| BR               | 1  | Predrag Rajković        |       |     |
| SO               | 13 | Miloš Veljković         |       |     |
| SO               | 4  | Nikola Milenković       |       |     |
| SO               | 2  | Strahinja Pavlović      |       |     |
| SZ               | 17 | Ivan Ilić               |       |     |
| SZ               | 22 | Saša Lukić              | 54'   | 64' |
| PK               | 14 | Andrija Živković        |       | 82' |
| OZ               | 10 | Dušan Tadić (c)         |       | 82' |
| LK               | 25 | Filip Mladenović        | 25'   | 46' |
| SÚ               | 7  | Dušan Vlahović          |       | 64' |
| SÚ               | 9  | Aleksandar Mitrović     |       |     |
| Nahrazující:     |    |                         |       |     |
| ZÁ               | 21 | Mijat Gaćinović         | 90+3' | 46' |
| ZÁ               | 20 | Sergej Milinković-Savić |       | 64' |
| ÚT               | 8  | Luka Jović              | 90+2' | 64' |
| ZÁ               | 26 | Veljko Birmančević      |       | 82' |
| ZÁ               | 19 | Lazar Samardžić         |       | 82' |
| Trenér:          |    |                         |       |     |
| Dragan Stojković |    |                         |       |     |

| Muž zápasu: Žan Karničnik Asistenti rozhodčího: Vasile Marinescu Mihai Ovidiu Artene Čtvrtý rozhodčí: Espen Eskås Náhradní rozhodčí: Jan Erik Engan Videorozhodčí: Pol van Boekel Asistenti videorozhodčího: Rob Dieperink Marco Fritz |

### Dánsko - Anglie
| 20. června 2024 18:00 |        |          |                                                                                   |
| Dánsko                | 1 : 1  | Anglie   | Frankfurt Arena, Frankfurt nad Mohanem diváci: 46 177 rozhodčí: Artur Soares Dias |
| Hjulmand 34'          | Zpráva | 18' Kane | Frankfurt Arena, Frankfurt nad Mohanem diváci: 46 177 rozhodčí: Artur Soares Dias |

| Dánsko | Anglie |

| BR              | 1  | Kasper Schmeichel (c) |     |     |
| SO              | 2  | Joachim Andersen      |     |     |
| SO              | 6  | Andreas Christensen   |     |     |
| SO              | 3  | Jannik Vestergaard    | 27' |     |
| PZ              | 5  | Joakim Mæhle          | 73' |     |
| SZ              | 21 | Morten Hjulmand       |     | 82' |
| SZ              | 23 | Pierre-Emile Højbjerg |     |     |
| LZ              | 17 | Victor Kristiansen    |     | 57' |
| OZ              | 10 | Christian Eriksen     |     | 82' |
| SÚ              | 9  | Rasmus Højlund        |     | 67' |
| SÚ              | 19 | Jonas Wind            |     | 57' |
| Nahrazující:    |    |                       |     |     |
| ZÁ              | 14 | Mikkel Damsgaard      |     | 57' |
| OB              | 18 | Alexander Bah         |     | 57' |
| ÚT              | 20 | Yussuf Poulsen        |     | 67' |
| ZÁ              | 15 | Christian Nørgaard    | 87' | 82' |
| ÚT              | 11 | Andreas Skov Olsen    |     | 82' |
| Trenér:         |    |                       |     |     |
| Kasper Hjulmand |    |                       |     |     |

| BR               | 1  | Jordan Pickford        |     |     |
| PO               | 2  | Kyle Walker            |     |     |
| SO               | 5  | John Stones            |     |     |
| SO               | 6  | Marc Guéhi             |     |     |
| LO               | 12 | Kieran Trippier        |     |     |
| SZ               | 8  | Trent Alexander-Arnold |     | 54' |
| SZ               | 4  | Declan Rice            |     |     |
| PK               | 7  | Bukayo Saka            |     | 70' |
| OZ               | 10 | Jude Bellingham        |     |     |
| LK               | 11 | Phil Foden             |     | 69' |
| SÚ               | 9  | Harry Kane (c)         |     | 69' |
| Nahrazující:     |    |                        |     |     |
| ZÁ               | 16 | Conor Gallagher        | 61' | 54' |
| ÚT               | 20 | Jarrod Bowen           |     | 69' |
| ÚT               | 19 | Ollie Watkins          |     | 69' |
| ÚT               | 21 | Eberechi Eze           |     | 70' |
| Trenér:          |    |                        |     |     |
| Gareth Southgate |    |                        |     |     |

| Muž zápasu: Pierre-Emile Højbjerg Asistenti rozhodčího: Paulo Soares Pedro Ribeiro Čtvrtý rozhodčí: Mykola Balakin Náhradní rozhodčí: Oleksandr Berkut Videorozhodčí: Tiago Martins Asistenti videorozhodčího: Alejandro Hernández Hernández Juan Martínez Munuera |

### Anglie - Slovinsko
| 25. června 2024 21:00 |        |           |                                                                          |
| Anglie                | 0 : 0  | Slovinsko | Cologne Stadium, Kolín nad Rýnem diváci: 41 536 rozhodčí: Clément Turpin |
|                       | Zpráva |           | Cologne Stadium, Kolín nad Rýnem diváci: 41 536 rozhodčí: Clément Turpin |

| Anglie | Slovinsko |

| BR               | 1  | Jordan Pickford        |     |     |
| PO               | 2  | Kyle Walker            |     |     |
| SO               | 5  | John Stones            |     |     |
| SO               | 6  | Marc Guéhi             | 68' |     |
| LO               | 12 | Kieran Trippier        | 17' | 84' |
| SZ               | 16 | Conor Gallagher        |     | 46' |
| SZ               | 4  | Declan Rice            |     |     |
| PK               | 7  | Bukayo Saka            |     | 71' |
| OZ               | 10 | Jude Bellingham        |     |     |
| LK               | 11 | Phil Foden             | 77' | 89' |
| SÚ               | 9  | Harry Kane (c)         |     |     |
| Nahrazující:     |    |                        |     |     |
| ZÁ               | 26 | Kobbie Mainoo          |     | 46' |
| ZÁ               | 24 | Cole Palmer            |     | 71' |
| OB               | 8  | Trent Alexander-Arnold |     | 84' |
| ÚT               | 18 | Anthony Gordon         |     | 89' |
| Trenér:          |    |                        |     |     |
| Gareth Southgate |    |                        |     |     |

| BR           | 1  | Jan Oblak (c)        |     |       |
| PO           | 2  | Žan Karničnik        |     |       |
| SO           | 21 | Vanja Drkušić        |     |       |
| SO           | 6  | Jaka Bijol           | 72' |       |
| LO           | 13 | Erik Janža           | 22' | 90+1' |
| SZ           | 22 | Adam Gnezda Čerin    |     |       |
| SZ           | 10 | Timi Max Elšnik      |     |       |
| PZ           | 20 | Petar Stojanović     |     |       |
| LZ           | 17 | Jan Mlakar           |     | 86'   |
| SÚ           | 9  | Andraž Šporar        |     | 86'   |
| SÚ           | 11 | Benjamin Šeško       |     | 75'   |
| Nahrazující: |    |                      |     |       |
| ÚT           | 26 | Josip Iličić         |     | 75'   |
| ZÁ           | 5  | Jon Gorenc Stanković |     | 86'   |
| ÚT           | 19 | Žan Celar            |     | 86'   |
| OB           | 3  | Jure Balkovec        |     | 90+1' |
| Trenér:      |    |                      |     |       |
| Matjaž Kek   |    |                      |     |       |

| Muž zápasu: Adam Gnezda Čerin Asistenti rozhodčího: Nicolas Danos Benjamin Pagès Čtvrtý rozhodčí: Halil Umut Meler Náhradní rozhodčí: Mustafa Emre Eyisoy Videorozhodčí: Jérôme Brisard Asistenti videorozhodčího: Willy Delajod Rob Dieperink |

### Dánsko - Srbsko
| 25. června 2024 21:00 |        |        |                                                                           |
| Dánsko                | 0 : 0  | Srbsko | Fußball Arena München, Mnichov diváci: 64 288 rozhodčí: François Letexier |
|                       | Zpráva |        | Fußball Arena München, Mnichov diváci: 64 288 rozhodčí: François Letexier |

| Dánsko | Srbsko |

| BR              | 1  | Kasper Schmeichel (c) |     |     |
| SO              | 2  | Joachim Andersen      |     |     |
| SO              | 6  | Andreas Christensen   |     |     |
| SO              | 3  | Jannik Vestergaard    |     |     |
| PZ              | 18 | Alexander Bah         |     | 77' |
| SZ              | 21 | Morten Hjulmand 30'   | 77' |     |
| SZ              | 23 | Pierre-Emile Højbjerg |     |     |
| LZ              | 5  | Joakim Mæhle          |     |     |
| OZ              | 10 | Christian Eriksen     |     | 88' |
| SÚ              | 9  | Rasmus Højlund        |     | 59' |
| SÚ              | 19 | Jonas Wind            | 27' | 46' |
| Nahrazující:    |    |                       |     |     |
| ÚT              | 11 | Andreas Skov Olsen    |     | 46' |
| ÚT              | 12 | Kasper Dolberg        |     | 59' |
| ZÁ              | 8  | Thomas Delaney        |     | 77' |
| OB              | 17 | Victor Kristiansen    |     | 77' |
| ÚT              | 20 | Yussuf Poulsen        |     | 88' |
| Trenér:         |    |                       |     |     |
| Kasper Hjulmand |    |                       |     |     |

| BR               | 1  | Predrag Rajković        |     |     |
| SO               | 13 | Miloš Veljković         |     |     |
| SO               | 4  | Nikola Milenković       | 4'  |     |
| SO               | 2  | Strahinja Pavlović      |     |     |
| PZ               | 16 | Srđan Mijailović        |     | 73' |
| SZ               | 17 | Ivan Ilić               |     | 67' |
| SZ               | 6  | Nemanja Gudelj          |     | 46' |
| LZ               | 14 | Andrija Živković        |     |     |
| OZ               | 19 | Lazar Samardžić         |     | 46' |
| OZ               | 22 | Saša Lukić              |     | 87' |
| SÚ               | 9  | Aleksandar Mitrović (c) | 83' |     |
| Nahrazující:     |    |                         |     |     |
| ZÁ               | 10 | Dušan Tadić             |     | 46' |
| ÚT               | 8  | Luka Jović              |     | 46' |
| ÚT               | 7  | Dušan Vlahović          |     | 67' |
| OB               | 25 | Filip Mladenović        |     | 73' |
| ZÁ               | 20 | Sergej Milinković-Savić |     | 87' |
| Trenér:          |    |                         |     |     |
| Dragan Stojković |    |                         |     |     |

| Muž zápasu: Christian Eriksen Asistenti rozhodčího: Cyril Mugnier Mehdi Rahmouni Čtvrtý rozhodčí: Donatas Rumšas Náhradní rozhodčí: Aleksandr Radiuš Videorozhodčí: Bastian Dankert Asistenti videorozhodčího: Fedayi San Pol van Boekel |

## Disciplína
Body fair play se použily jako rozhodující, pokud byly celkové a vzájemné výsledky týmů vyrovnané. Ty se vypočítaly na základě žlutých a červených karet obdržených ve všech zápasech skupiny takto:
- první žlutá karta: - 1 bod;
- nepřímá červená karta (druhá žlutá karta): - 3 body;
- přímá červená karta: - 4 body;
- žlutá karta a přímá červená karta: - 5 bodů;

V jednom zápase šlo na hráče uplatnit pouze jeden z výše uvedených odečtů.
| Tým       | 1. Kolo | 1. Kolo                                                    | 1. Kolo   | 1. Kolo                         | 2. Kolo | 2. Kolo                                                    | 2. Kolo   | 2. Kolo                         | 3. Kolo | 3. Kolo                                                    | 3. Kolo   | 3. Kolo                         | Body |
| Tým       |         | Žlutá karta udělena · Žlutá karta udělena opět · Vyloučení | Vyloučení | Žlutá karta udělena · Vyloučení |         | Žlutá karta udělena · Žlutá karta udělena opět · Vyloučení | Vyloučení | Žlutá karta udělena · Vyloučení |         | Žlutá karta udělena · Žlutá karta udělena opět · Vyloučení | Vyloučení | Žlutá karta udělena · Vyloučení | Body |
| --------- | ------- | ---------------------------------------------------------- | --------- | ------------------------------- | ------- | ---------------------------------------------------------- | --------- | ------------------------------- | ------- | ---------------------------------------------------------- | --------- | ------------------------------- | ---- |
| Anglie    |         |                                                            |           |                                 | 1       |                                                            |           |                                 | 3       |                                                            |           |                                 | −4   |
| Dánsko    | 1       |                                                            |           |                                 | 3       |                                                            |           |                                 | 2       |                                                            |           |                                 | −6   |
| Slovinsko | 3       |                                                            |           |                                 | 2       |                                                            |           |                                 | 2       |                                                            |           |                                 | −7   |
| Srbsko    | 3       |                                                            |           |                                 | 4       |                                                            |           |                                 | 2       |                                                            |           |                                 | −9   |